# Beuron
Beuron és un municipi alemany del Land de Baden-Württemberg, es troba a 625 m d'altitud i el 2010 tenia 688 habitants. És molt conegut per la seva abadia de l'orde benedictí (Abtei St. Martin zu Beuron) fundada el 1863, que publica la revista mensual Erbe und Auftrag

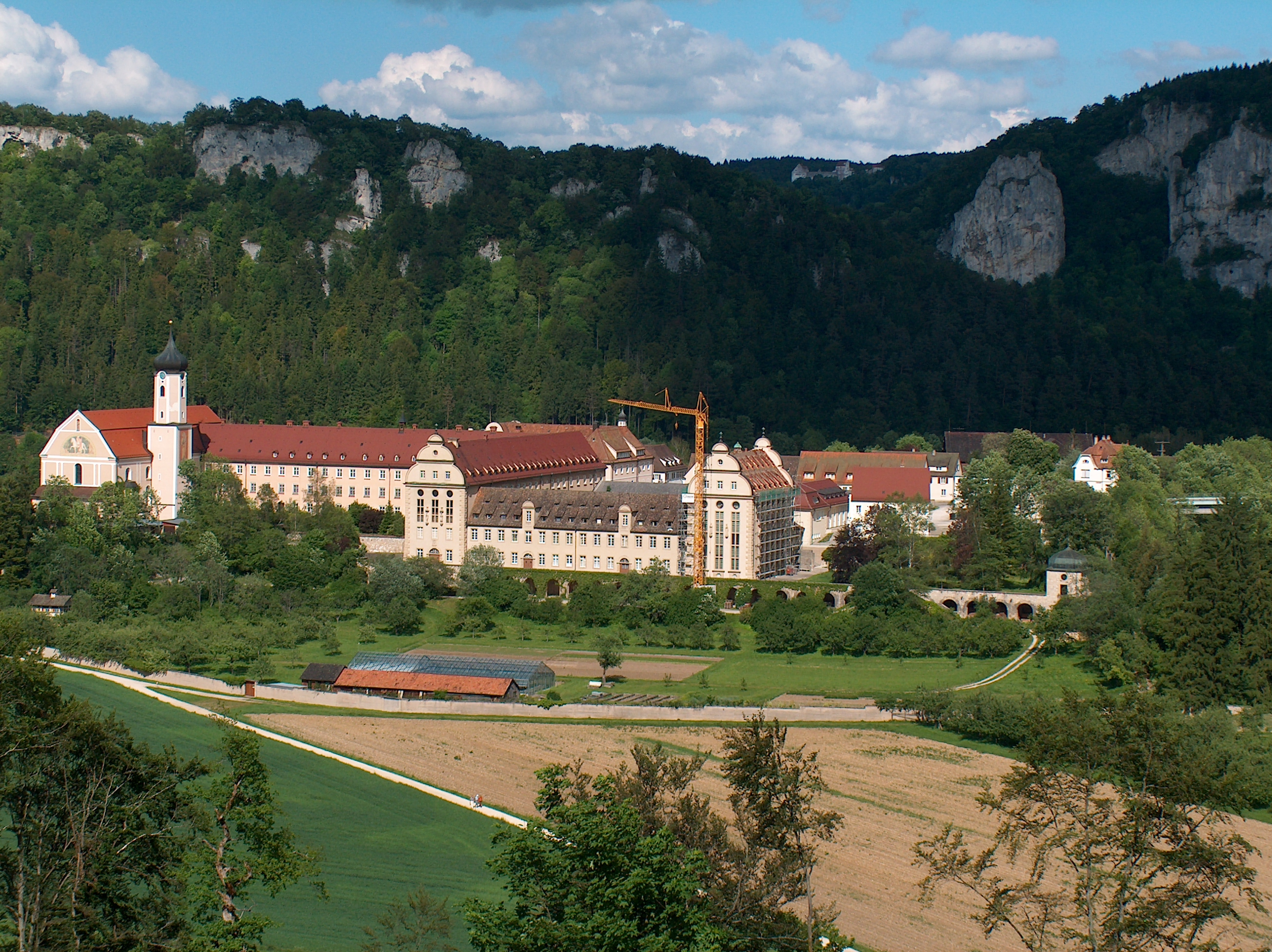
L'abadia de Beuron

Dona nom a la cultura prehistòrica del beuronià, més coneguda amb el seu sinònim de tardenoisià.
Els municipis veïns són, en ordre creixent: Irndorf, Bärenthal, Leibertingen, Buchheim, Fridingen an der Donau, Schwenningen, Renquishausen, Kolbingen, Mühlheim an der Donau, Königsheim et Neuhausen ob Eck.